# Take a Bow (Rihanna-Lied)
Take A Bow ist ein Song der US-amerikanischen R&B-Sängerin Rihanna. Er wurde unter dem Label Def Jam Records als fünfte Single aus Rihannas drittem Studioalbum Good Girl Gone Bad – beziehungsweise aus der neuen Version Good Girl Gone Bad: Reloaded – veröffentlicht. Der Text wurde von dem R&B-Sänger und Songwriter Ne-Yo verfasst.

## Hintergrund
Take a Bow war zum ersten Mal in den USA in der Radio-Morningshow Johnjay and Rich in the Morning am 14. März 2008 zu hören, bevor das Lied den Medien später am selben Tag zur Verfügung gestellt wurde. Die offizielle Freigabe in den USA erfolgte am 15. April 2008. In Großbritannien wurde das Lied am 19. Mai 2008 veröffentlicht, im Rest Europas erst am 6. Juni 2008. In Frankreich gelangte Take a Bow fast zwei Monate nach dem europäischen Erscheinungsdatum in Umlauf.

## Musikvideo
Das Musikvideo zu Take a Bow wurde von Anthony Mandler produziert, am 2. April 2008 gedreht und am 25. April 2008 veröffentlicht. Bei den MTV Video Music Awards 2008 erhielt das Video eine Nominierung in den Kategorien „Bestes weibliches Video“ und „Beste Regie“.
Über Rihannas Nutzerkonto bei Youtube wurde das Video am 30. November 2009 einem breiteren Publikum vorgestellt und seitdem über 32 Millionen Mal aufgerufen.

## Rezeption

### Kritiken
Bill Lamb von About.com erklärt: “Def Jam realizes they have a goldmine in the combination of Rihanna and Ne-Yo. He is one of the most gifted, if occasionally uneven, songwriters to emerge in the pop/r&b universe in recent years. His lyrics always get attention even if they veer toward the inane at times. Rihanna has the unique ability to deliver them without batting an eyelash, and this is another success, if a little lifeless, for the duo.” (deutsch: „Def Jam Recordings hat erkannt, dass sie mit der Kombination von Rihanna und Ne-Yo eine Goldmine gefunden haben. Er ist einer der talentiertesten […] Songwriter, der in den letzten Jahren im Pop- und R&B-Universum aufgetaucht ist. Seine Texte bekommen immer Aufmerksamkeit, auch wenn sie gelegentlich ins Alberne abdrehen. Rihanna hat die einzigartige Fähigkeit, sie ohne mit der Wimper zu zucken vorzutragen, und das ist weiterer Erfolg für das Duo, wenn auch ein wenig leblos.“)
Weiter schreibt er, das Lied protze mit Ne-Yos Qualitäten und habe große Ähnlichkeit mit seinem Megahit Irreplaceable, den er für Beyoncé getextet hat. Außerdem glänze das Stück nicht durch die standardmäßige Benutzung des Keyboards. Punkten würde Take a Bow aber durch Rihannas kurze Nebenbemerkungen. Es sei ihr ‚Bitte!‘ und das abweisende Kichern, welche die einprägsamsten Elemente dieses Stücks seien.

### Kommerzieller Erfolg
In der Woche vom 24. Mai 2008 sprang Take a Bow von Platz 52 auf Platz 1 der US-amerikanischen Single-Charts. Das ist der neunthöchste Sprung auf Platz 1, den ein Song in der Geschichte von Billboard je erzielt hat.
Take a Bow war Rihannas dritte Nummer-eins-Single in den Billboard Hot 100, nach SOS und Umbrella, welche die Charts 2006 und 2007 angeführt hatten. Der Song blieb 15 Wochen in den Top 10. Das ist Rihannas längster Aufenthalt in den Top 10 der Billboard Hot 100.
In Großbritannien hat es Take a Bow allein basierend auf Downloads in der ersten Woche auf Platz 2 der britischen Singlecharts geschafft. In der darauf folgenden Woche stieg der Song auf Platz 1, wo er für zwei aufeinanderfolgende Wochen blieb.
Er wurde nach Umbrella im Jahr 2007 zu Rihannas zweitem Nummer-eins-Hit in Großbritannien und verblieb 27 Wochen in den Charts.
Der Titel wurde auch ein Erfolg in Ozeanien. Take a Bow debütierte auf Platz 30 der australischen ARIA-Charts. Acht Wochen später erreichte das Lied seine Spitzenposition auf Platz 3. Es ist damit der vierte Top-Five-Hit aus Good Girl Gone Bad in Australien. In Neuseeland debütierte der Song auf Platz 4 in den New Zealand RIANZ Singles Charts und erreichte dann auf Platz 2 für vier Wochen seinen Höhepunkt.
In Deutschland erschien Take a Bow am 27. Juni 2008 erstmals in den Charts; in Österreich und der Schweiz bereits Mitte bzw. Ende Mai 2008. In diesen Ländern erreichte er Platz 6, in der Schweiz Platz 7, und verblieb mindestens 20 Wochen in den dortigen Singlecharts.
Take a Bow hat Platz 1 der Singlecharts in Kanada, Dänemark, Irland, Großbritannien und den USA errungen. In neun weiteren Ländern erreichte Take a Bow die Top 10.

### Chartplatzierungen
| ChartsChartplatzierungen       | Höchstplatzierung | Wochen |
| ------------------------------ | ----------------- | ------ |
| Deutschland (GfK)              | 6 (23 Wo.)        | 23     |
| Österreich (Ö3)                | 6 (25 Wo.)        | 25     |
| Schweiz (IFPI)                 | 7 (29 Wo.)        | 29     |
| Vereinigte Staaten (Billboard) | 1 (27 Wo.)        | 27     |
| Vereinigtes Königreich (OCC)   | 1 (27 Wo.)        | 27     |

| ChartsJahrescharts (2008)      | Platzierung |
| ------------------------------ | ----------- |
| Deutschland (GfK)              | 35          |
| Österreich (Ö3)                | 21          |
| Schweiz (IFPI)                 | 36          |
| Vereinigte Staaten (Billboard) | 12          |
| Vereinigtes Königreich (OCC)   | 20          |

### Auszeichnungen für Musikverkäufe
| Land/Region                  | Auszeichnungen für Musikverkäufe (Land/Region, Auszeichnung, Verkäufe) | Verkäufe  |
| ---------------------------- | ---------------------------------------------------------------------- | --------- |
| Australien (ARIA)            | 3× Platin                                                              | 210.000   |
| Brasilien (PMB)              | Diamant                                                                | 250.000   |
| Dänemark (IFPI)              | Platin                                                                 | 15.000    |
| Deutschland (BVMI)           | Gold                                                                   | 150.000   |
| Japan (RIAJ)                 | Gold                                                                   | 100.000   |
| Neuseeland (RMNZ)            | Platin                                                                 | 15.000    |
| Südkorea (KMCA)              | —                                                                      | 537.407   |
| Vereinigte Staaten (RIAA)    | 6× Platin (Single) · + Platin (Mastertone)                             | 7.000.000 |
| Vereinigtes Königreich (BPI) | 2× Platin                                                              | 1.200.000 |
| Insgesamt                    | 2× Gold · 14× Platin · 1× Diamant ·                                    | 9.477.407 |

Hauptartikel: Rihanna/Auszeichnungen für Musikverkäufe